# 대한안전교육협회

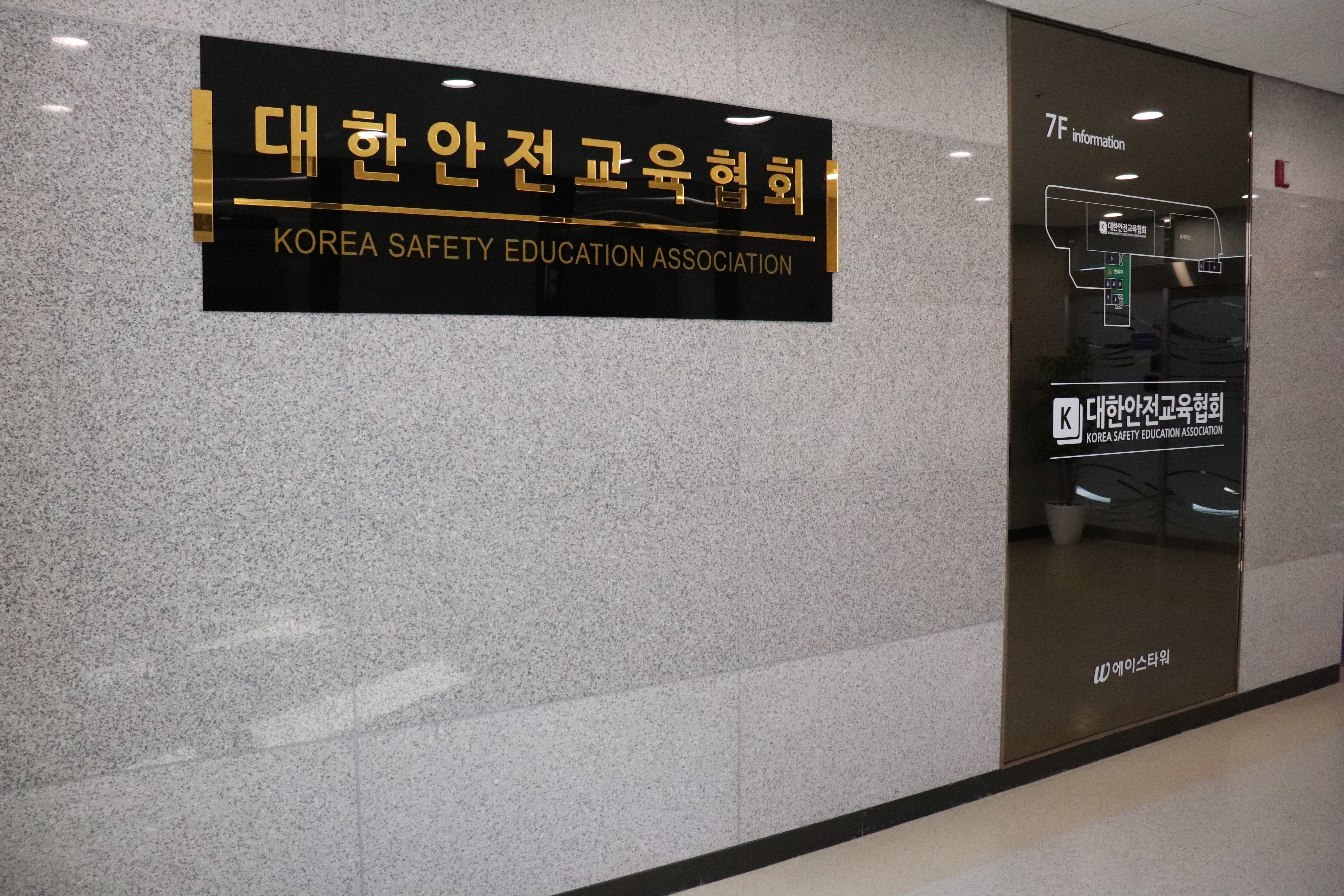
대한안전교육협회 로비전경

대한안전교육협회는 고용노동부 지정 안전보건교육 및 직무교육기관으로 근로자 안전보건교육을 비롯하여 산업안전과 관련된 전반적인 교육을 진행하고 있는 안전전문교육 기관이다. 산업재해예방 및 안전교육 보급을 목적으로 설립된 비영리법인이다. 더 나아가 다수 국내기업, 외국계기업, 공사, 관공서, 학교 등에 안전교육을 진행하고 있으며 이러닝, 집합, 가상현실 VR 등의 다양한 방식으로 안전교육을 실시하고 있다.

## 사업 분야
- ICT 를 기반으로 개발한 산업안전 및 생활안전교육 통합 솔루션을 통해 다양한 교육과 서비스를 제공하여 공공을 위한 안전사업을 진행하고 있다.
  - 중대재해처벌법 : 중대재해처벌법을 예방하기위한 중대재해예방교육, 산업안전보건교육 진행
  - 안전보건교육: 관리감독자교육, 근로자 정기교육, 신규채용자교육, 특별안전보건교육, 특수형태근로종사자교육. 장애인 인식개선교육 등 법정의무교육
  - 안전관리/진단/평가/인증: 안전관리업무위탁, 안전관리기술지도, 공정안전관리 컨설팅, 유해위협방지 계획서, KOSHA18001 인증
  - 직무교육: 안전보건관리책임자교육, 위험성평가담당자교육
  - 안전체험관: 산업안전체험관, 온라인 및 이동식 안전체험관 체험형 콘텐츠 제작, 산업/생활/재난안전 콘텐츠 위탁 제작 및 VR콘텐츠 개발, 안전시뮬레이터 제작 및 특허 보유
  - 통합안전솔루션: 토탈안전솔루션키오스크WHO, VR/AR모션장비, 지진체험장비, 소방장비 등

## 연혁

### 2013년
- 2013.12.06 대한안전교육협회 설립(민법 제32조)
- 2013.10.06 고용노동부 지정 교육기관 선정
- 2013.08.18 산업안전보건법 제31조(안전/보건교육)에 따른 관리감독자정기위탁교육 실시

### 2014년
- 2014.11.18 해군사령부 군안전보건교육 실시
- 2014.11.13 산업안전보건법에 따른 관리감독자/관리책임자 e-Learning 안전 교육 실시
- 2014.11.03 현대모비스 안전보건교육 실시
- 2014.10.23 대구지하철공사 안전보건교육 실시
- 2014.10.13 국립산림과학원 안전보건교육 실시
- 2014.08.13 성남시 3D재난안전체험관 제작
- 2014.07.29 체험형 안전시뮬레이터 개발 및 특허출원
- 2014.06.27 재난 예방 체험을 위한 VR과 4D융합 Smart안전체험관 개발 및 특허출원
- 2014.06.03 안전의식확대 및 제고를 위한 해군사령부 MOU체결
- 2014.05.10 인재개발 빛 기술교류 등 지역발전을 위한 성결대학교 MOU체결
- 2014.04.08 안양시/군포시/의왕시 벤처기업협회 MOU체결

### 2015년
- 2015.11.13 은평구청 안전치수과 등 안전관련부서 공무원교육기관선정 및 교육 실시
- 2015.09.01 국민안전처 認可 안전지도사, 재난안전지도사 민간 자격 과정 등록
- 2015.07.31 교육부 認可 학교안전지도사/학생안전지도사 민간 자격 과정 등록
- 2015.05.01 E-Learning 정기 산업안전 보건교육 실시
- 2015.03.20 2015안양시 재난안전시민교육 담당 기관 선정
- 2015.03.02 학생/시민/근로자 재난안전교육 및 산업안전보건교육 확대 실시

### 2016년
- 2016.10.06 안양시 재난안전시민교육 담당 기관 선정, 재난안전시민교육 초/중/고 안전교육 실시
- 2016.09.26 해군 제2함대 안전교육 실시
- 2016.07.28 인재개발 및 기술교류등을 위한 성결대학교 MOU체결
- 2016.07.14 멀티캠퍼스와 VR콘텐츠 공동개발 및 사업제휴 계약체결
- 2016.06.22 2016 희망나눔 페스티벌 '삼성전자와 VR기반 재난안전체험 진행'체결
- 2016.06.08 삼성전자 주관 '제4회 환경안전 혁신대회' 안전교육 체험존 참여
- 2016.06.02 한국영상대 영상촬영조명학과 산학협력 MOU체결
- 2016.05.19 안양시 재난안전체험관 안전교육 진행

### 2017년
- 2017.12.08 서울과학기술대학교 가상안전체험관 건립
- 2017.11.14 태백365세이프타운 스마트 ICT 심폐소생술 대회 개최
- 2017.10.26 대한민국육군본부 VR을 활용한 안전문화 세미나 개최
- 2017.09.13 삼성전자 임직원 VR 안전체험교육 실시
- 2017.08.18 인천광역시 '2017 재난안전 VR영상체험전시회'참가
- 2017.07.22 삼성물산 에버랜드 레니의안전체험관 응급구조체험관 조성
- 2017.07.18 SK하이닉스 심폐소생술 체험존 구축
- 2017.07.14 서울교통공사 지하철 역사 내 시민과 함께하는 안전체험교육 실시
- 2017.06.27 태백365세이프타운 가상안전시스템(VR체험존) 구축
- 2017.06.26 광운대학교 정보콘텐츠대학원과 산학협력 MOU체결
- 2017.06.23 김해롯데워터파크 심폐소생술 안전체험관 조성
- 2017.06.17 금천구해양안전체험센터 VR해양안전체험관 구축
- 2017.06.14 대한민국해양안전엑스포 VR체험부스 운영
- 2017.06.12 서울강서구21개초교 '찾아가는어린이안전교육' 실시
- 2017.06.10 국민안전처 대구광역시 주최 '국제소방안전박람회' 지진특별관 운영
- 2017.06.09 삼성종합기술원 임직원 자녀대상 어린이날 행사 VR 안전교육 진행
- 2017.06.08 서울시청과 '찾아가는 산사태 예방 안전교육' 실시
- 2017.05.19 교육시설재난공제회와 제주도 6개초교 VR재난안전 체험교육 지원
- 2017.05.11 부천시청소년수련관 청소년 대상 '체험안전교육' 실시
- 2017.05.04 2017 안양시재난안전시민교육담당기관 선정, 재난안전시민교육 초/중/고 안전교육 실시
- 2017.03.25 대한민국해양안전엑스포 VR 해양체험부스 운영
- 2017.02.23 중소기업청 주관 우수중소기업마케팅대전 VR 안전체험부스 운영

### 2018년
- 2018.12.20 대구수성중학교 심폐소생술 및 소화기 체험존 구축
- 2018.12.07 서울신가초등학교 안전체험관 구축
- 2018.11.19 경남안전산업박람회 LH공사 VR 체험 운영
- 2018.11.14 대한민국안전산업박람회 혁신성장관 운영
- 2018.11.14 천안융복합센터 선박안전, 지하철 화재탈출 VR 체험 운영
- 2018.11.07 LG디스플레이 심폐소생술 체험존 구축
- 2018.11.03 김포국제공항 60주년 항공안전 VR 체험 진행
- 2018.10.30 울산알루미늄 안전체험행사 운영
- 2018.10.27 계룡건강페스티벌 VR 및 화재진압 체험존 운영
- 2018.10.18 경기도교육연수원 공무원 신규임용예정자 대상 체험안전교육 실시
- 2018.10.12 단국대학교 재난안전과 산학협력 협약(MOU) 체결
- 2018.10.02 삼성전자 임직원 대상 안전교육훈련 실시
- 2018.09.12 청와대 와 민방위훈련일 지진대피훈련 실시
- 2018.08.24 LG디스플레이 심폐소생술 체험 시현
- 2018.08.21 안산119안전체험관 VR체험관 구축
- 2018.07.28 성북구청 심폐소생술 경진대회 운영
- 2018.07.18 한화63시티 임원 및 근로자 심폐소생술 교육
- 2018.07.16 한국청소년안전체험관(태백365세이프타운) 심폐소생술 체험존 구축
- 2018.07.09 교육시설재난공제회 광주광역시 9개 초교 VR 안전교육 실시
- 2018.06.29 강동대학교 심폐소생술 체험존 구축
- 2018.06.20 국제해양안전대전 선박안전VR 운영
- 2018.06.05 울산행복안전체험관 심폐소생술 체험존 구축
- 2018.05.23 현대제철 VR안전체험교육 진행
- 2018.04.25 대구소방안전박람회 찾아가는 안전체험관
- 2018.04.10 경북소방본부 경북도청 재난안전체험관 운영
- 2018.03.27 SK하이닉스청주사업장 심폐소생술 체험존 구축
- 2018.03.15 무등산국립공원동부사무소 심폐소생술 체험존 구축
- 2018.03.06 안양시 학교 재난안전교육
- 2018.02.27 삼성전자 구미사업장 심폐소생술 체험존 구축
- 2018.02.22 한국청소년안전체험관(태백365세이프타운) 업무협약 MOU 체결
- 2018.01.09 서울교통공사 시민안전체험관 심폐소생술 체험존 구축

### 2019년
- 2019.12.30 SK하이닉스 이천사업장 심폐소생술 체험존 구축
- 2019.12.27 울산동부초등학교 안전체험교실 구축
- 2019.12.23 H2공주사업장 VR안전체험존 구축
- 2019.12.23 환경안전공단 체험안전보건교육 실시
- 2019.12.17 세종소방본부 가상현실VR 체험 및 키오스크 안전체험존 구축
- 2019.12.12 LG화학청주공장 심폐소생술 체험존 구축
- 2019.12.11 울산연암초등학교 안전체험관 구축
- 2019.12.11 서울동작소방서 VR안전체험관 구축
- 2019.12.09 부산기장소방서 심폐소생술 체험 및 VR 안전체험존 구축
- 2019.12.06 교촌에프앤비 안전보건교육 실시
- 2019.12.03 강원소방본부 이동식 안전체험관 구축
- 2019.12.03 한국자산관리공사 안전체험교육 실시
- 2019.11.28 수원지방검찰청 VR안전교육
- 2019.11.27 대한무역투자진흥공사(KOTRA) 임직원 안전체험교육
- 2019.11.26 경북소방본부 이동식 안전체험관 구축
- 2019.11.19 부산 119안전체험센터 9인승 지진안전 VR 구축
- 2019.11.06 경기소방본부 이동식 안전체험관 구축
- 2019.11.01 해양환경공단 산업안전보건교육 실시
- 2019.10.30 전남소방본부 이동식 안전체험관 구축
- 2019.10.29 삼성전자 임직원 대상 심폐소생술 경진대회 실시
- 2019.10.14 정부청사관리본부 안전보건교육 실시
- 2019.10.10 공주봉황초등학교 안전체험교실 구축
- 2019.09.25 2019안전산업박람회 안전체험존 운영
- 2019.09.10 삼성엔지니어링 심폐소생술 체험존 구축
- 2019.09.09 울산월평초등학교 안전체험교실 구축
- 2019.09.03 서울시청 2019 지진안전 심포지엄 미니박람회 참여
- 2019.08.30 한국자산관리공사 재난안전 VR 체험존 구축
- 2019.08.27 서울금천청소년센터 심폐소생술 체험존 구축
- 2019.08.26 양주백석초 학생안전체험관 구축
- 2019.07.18 한국소방안전원부산지부 심폐소생술 체험존 구축
- 2019.06.24 천안융복합센터 맞춤형 안전체험관 구축
- 2019.06.17 용인소방서 안전체험존 구축
- 2019.06.13 김천소방서 심폐소생술 체험존 구축
- 2019.05.17 부암초등학교 교실형 안전체험관 구축
- 2019.05.09 2019빛고을안전체험한마당 VR안전체험존 운영
- 2019.05.01 한국공항공사 산업안전보건교육 실시
- 2019.05.01 한국환경공단 산업안전보건교육 실시
- 2019.04.12 영암소방서 심폐소생술 시뮬레이터 납품
- 2019.04.01 서울시청 산업안전보건교육 콘텐츠 공급
- 2019.03.21 양주시청 CCTV 안전체험 VR 제작 및 설치
- 2019.03.13 수원정자초등학교 심폐소생술, 소화기 체험존 구축
- 2019.03.08 나주소방서 심폐소생술 체험존 구축
- 2019.02.15 수원율현초등학교 심폐소생술 및 소화기 체험존 설치
- 2019.02.14 현대자동차 어린이 안전짱 박람회 선박안전 VR 운영
- 2019.02.08 성북구청 신입사원 대상 심폐소생술 교육
- 2019.01.29 삼성전자 심폐소생술 체험존 설치
- 2019.01.18 화성시미디어센터 이동식 소화기 체험존 설치
- 2019.01.02 한국토지주택공사 신규채용자 교육실시

### 2020년
- 2020.12.29 연천학생수련장 소방안전체험존 구축
- 2020.12.22 구리소방서 소화기 / 심폐소생술 체험존 구축
- 2020.12.16 (사ELTS - 대한안전교육협회 MOU 체결
- 2020.12.08 부산영산대학교 항공VR 제작 및 체험존 구축
- 2020.11.12 제주항공우주박물관 소화기 시뮬레이터 체험존 구축
- 2020.11.12 경기소방본부 이동식체험차량 안전체험관 구축
- 2020.10.01 한국전력공사,주택관리공단,한국도로공사,한국가스공사기술공사,한국도심공항 등 산업안전보건교육 실시
- 2020.09.17 서울시립노원청소년센터 도시안전센터 골든타임 VR체험장 구축
- 2020.09.01 근로복지공단 산업안전보건교육 실시
- 2020.08.20 경북현흥초등학교 안전체험관 구축
- 2020.08.05 경찰청 안전진단보건교육 진행
- 2020.08.01 한국수자원공사 산업안전보건교육 실시
- 2020.07.29 제주안전체험관 응급처치 체험존 구축
- 2020.07.24 LG전자청주 산업안전체험관 건립
- 2020.07.23 삼성물산 협력회사 채용연계 건설안전 아카데미 교육진행
- 2020.07.21 통영충무초등학교 학생재난안전체험관 구축
- 2020.07.14 한국수력원자력인재개발원 임직원 대상 체험 안전교육실시
- 2020.07.09 부천365안전체험장 심폐소생술 체험존 구축
- 2020.06.03 서울특별시 버스운송사업조합 안전보건교육실시
- 2020.05.15 유달학생수련장 안전체험관 구축
- 2020.05.14 경남진주소방서 'VR 전용 재난안전체험차량' 시연회
- 2020.04.23 충청남도안전체험관 안전체험관 심폐소생술 체험존 구축
- 2020.04.06 신관초등학교 안전체험관 구축
- 2020.03.31 한국소방안전원강원지부 심폐소생술 체험존 구축
- 2020.03.25 경남도청 차량형 이동식안전체험 VR 시스템 구축
- 2020.02.20 국민건강보험공단 일산병원 안전보건교육 실시
- 2020.02.14 남산초등학교,강남초등학교,두루고등학교 안전체험관 구축
- 2020.02.03 코레일유통 안전보건교육 실시
- 2020.02.01 천안시청 산업안전보건교육 실시
- 2020.01.20 인덕학교 VR 체험존 구축
- 2020.01.07 파주금촌초등학교 학교안전체험관 구축
- 2020.01.07 독도체험이동식차량 홀로그램체험관 추구
- 2020.01.07 부산환경공단 안전보건교육 실시
- 2020.01.06 부천소방서 [[심폐소생술 체험존 구축
- 2020.01.06 오송첨단의료산업재단 안전보건교육 실시
- 2020.01.01 국립해양생물자원관 근로자 정기교육

### 2021년
- 2021.12.31 강남구4개교 휘문고등학교,밀알학교,서울정애학교,중동중학교 키오스크 존 구축
- 2021.12.31 안동영명고등학교 화재VR콘텐츠 설치
- 2021.12.31 제주국제도시개발센터 토탈안전키오스크 존 구축
- 2021.12.30 서울과학기술대학교 산업안전, 보건관리 운영 교육 위탁 관리
- 2021.12.29 SR 심폐 / 소화기 시뮬레이터 존 구축
- 2021.12.27 2021년 안양시 재난안전체험관 체험운영
- 2021.12.24 전남소방본부 관할 소방서 18개소 키오스크 체험존 구축
- 2021.12.21 부여백제초등학교 교실형 안전체험관 구축
- 2021.12.17 한국교통안전공단김천농소초등학교 안전체험관 구축
- 2021.12.07 한국공항공사 안전체험교육
- 2021.12.07 한국광해광업공단태백 심폐마네킹 추가 설치
- 2021.12.03 진주시어린이교통공원 테마안전체험존 설치
- 2021.12.01 전남유달학생수련장 심폐/소화기 시뮬레이터, VR체험존 추가 구축
- 2021.11.17 순천제일대학교 지진대피체험관 구축
- 2021.11.01 한국산업기술진흥원 체험교육 운영 실시
- 2021.10.20 삼성전자 관리감독자교육 실시
- 2021.10.19 한국가스공사 이동식 안전체험 교육시설 대여 및 위탁교육 운영 실시
- 2021.10.12 시립노원구청소년센터 키오스크 추가 설치
- 2021.10.06 LG에너지솔루션 근로자정기교육 실시
- 2021.09.17 청주교육대학교 안전체험관 구축
- 2021.09.14 서울과학기술대학교 근로자정기교육 실시
- 2021.06.18 국민건강보험공단 업무 협약식(MOU) 체결
- 2021.05.21 한국소방마이스터고등학교 소방 특성화 체험교실 구축
- 2021.05.13 전남교육청 이동식체험안전차량 내 소화기 / VR 체험존 구축
- 2021.05.12 한국광물자원공사 CPR 시뮬레이터 설치 및 마네킹 납품
- 2021.05.07 울산남부소방서 화재 시뮬레이터 소화기 납품
- 2021.05.03 상지대학교 항공 승무원 교육 VR 체험존 구축
- 2021.04.29 건국대학교 실감미디어 인재양성 혁신공유대학 사업단 MOU 체결
- 2021.04.28 한국전기공사협회 전기기술자 안전교육 영상 납품
- 2021.04.23 안양시 민방위 사이버 교육 시행
- 2021.04.08 국립농업과학원 안전보건교육 실시
- 2021.04.07 한전원자력연료 안전보건교육 실시
- 2021.04.05 대전유성소방서 이동식체험안전차량 내 소화기 체험존 구축
- 2021.04.05 연세대학교 산학협력단 안전보건교육
- 2021.04.01 광주광역시교육청 안전보건교육 실시
- 2021.03.26 부천장애인직업재활센터 아파트화재 VR 납품
- 2021.03.19 김해건설특성화고등학교 산업안전체험관 구축
- 2021.02.26 대구가톨릭대학교 항공 승무원 교육 VR 제작 구축
- 2021.02.15 국립중앙의료원 안전보건교육 실시
- 2021.02.15 울산강남초등학교 심폐소생술 존 추가구축
- 2021.02.08 울산약사초등학교 심폐소생술 존 추가구축
- 2021.01.29 중앙육아종합지원센터 유아 안전체험관 센터 체험장비 구축
- 2021.01.22 대전유성초등학교 교실형 안전체험관 구축
- 2021.01.18 공주신관초등학교 안전난간대 체험 구축
- 2021.01.08 오송첨단의료산업진흥재단 산업안전보건교육

### 2022년
- 2022.12.29 포스코포항 모듈러 사업장 키오스크 존 구축
- 2022.12.22 대명중학교 키오스크 존 구축
- 2022.12.20 함평중학교 키오스크 존 구축
- 2022.12.17 포천소방서 안전체험관 VR 지진체험존 구축
- 2022.12.19 포스코광양 모듈러 사업장 키오스크 존 구축
- 2022.12.17 인천검단소방본부 소방안전 체험관 구축
- 2022.12.01 현대모비스 키오스크 체험교육 진행
- 2022.11.18 삼성SDI기흥 심폐소생술 존 구축
- 2022.11.16 정자초등학교 소화기 시뮬레이터 존 추가 구축
- 2022.11.09 경남소방본부 이동식 VR 체험차량 추가 구축
- 2022.11.04 한국환경공단 본사 안전체험관 구축
- 2022.11.03 해병대사령부 해병대사랑부와 군 장병들을 위한 안전교육 업무협약(MOU) 체결
- 2022.10.19 2022[[보령시] 일자리 박람회 안전체험존 구축
- 2022.10.18 2022KIAT한국산업기술진흥원 안전실습훈련 실시
- 2022.10.14 서울특별시 근로자 정기교육 콘텐츠 공급
- 2022.10.12 인천광역시청 안전보건교육 실시
- 2022.10.11 인천경제자유구역청 안전보건교육 실시
- 2022.10.17 국민건강보험공단 본사 / 자사 키오스크 존 설치 진행
- 2022.10.12 2022대한민국 안전산업박람회 안전체험 존 부스 설치
- 2022.09.28 창원소방본부 키오스크 체험존 구축
- 2022.08.12 삼성SDI천안 심폐소생술 체험존 구축
- 2022.08.02 안성종합육아지원센터 소화기 시뮬레이터 존 추가 구축
- 2022.08.01 한익스프레스 산업안전체험관 구축
- 2022.07.29 세종특별자치안전교육원 VR콘텐츠 존 구축
- 2022.07.25 하동군청행복충전소 안전체험관 구축
- 2022.07.22 포스코에너지인천 인천발전소 안전교육체험관 구축
- 2022.07.18 고려대학교 안전보건교육실시
- 2022.06.29 해양경찰교육원 중대재해처벌법 안전교육 실시
- 2022.06.28 대전광역시교육청 안전교육 VR 콘텐츠 설치
- 2022.06.10 양주백석초등학교 심폐소생술 존 추가 설치
- 2022.06.08 나주소방서 소화기시뮬레이터 존 설치
- 2022.05.16 포항북부소방서 소화기시뮬레이터 존 설치
- 2022.04.27 전남소방본부 2개소 소방서 키오스크 체험존 추가 구축
- 2022.04.22 공주시민안전체험관 안전체험관 구축
- 2022.04.04 삼성디스플레이아산1 전기안전체험관 구축
- 2022.03.25 제주안전체험관 심폐소생술 존 추가 설치
- 2022.03.18 한국서부발전(평택) 안전체험교육장 구축
- 2022.03.15 순천소방서 소화기시뮬레이터 추가 납품
- 2022.03.10 서울언북초등학교 VR안전체험 콘텐츠 설치
- 2022.03.08 서울과학기술대학교 산업안전보건관리교육 실시
- 2022.03.07 서울특별시 안전보건관리책임자 온라인 교육 실시
- 2022.02.25 경북소방본부 이동식안전체험차량 구축
- 2022.02.23 부산안전체험관 심폐소생술 체험존 구축
- 2022.02.21 제주도자치개발공사 안전보건나눔버스 운영을 위한 VR 콘텐츠 설치
- 2022.01.12 LG에너지솔루션 근로자정기교육 실시
- 2022.01.10 한국가스공사 산업안전체험교육 진행
- 2022.01.07 대구한의대학교 항공 안전 교육 VR 설치

## 같이 보기
고용노동부